# 정해균
정해균(鄭海均, 1968년 8월 16일 ~)은 대한민국의 배우이다.

## 학력
- 서울예술대학 연극과

## 출연 작품

### 영화
- 《더러운 돈에 손대지 마라》 (2024년) - 류제이 역
- 《카터》 (2022년) - 김 실장 역
- 《더 박스》 (2021년) - 정 실장 역 (특별출연)
- 《클로즈 투 유》 (2020년)
- 《사라진 시간》 (2020년) - 정해균 역
- 《나랏말싸미》 (2019년) - 고약해 역
- 《진범》 (2019년) - 조상필 형사 역
- 《성난황소》 (2018년) - 홍광표 역
- 《신과함께: 인과 연》 (2018년) - 변성대왕 역
- 《신과함께: 죄와 벌》 (2017년) - 변성대왕 역
- 《악녀》 (2017년) - 장천 역
- 《목숨 건 연애》 (2016년) - 지 사장 역
- 《널 기다리며》 (2016년) - 유 형사 역
- 《사도》 (2015년) - 소경박수 역[3]
- 《나의 독재자》 (2014년) - 리어왕 역
- 《신의 한 수》 (2014년) - 아다리 역
- 《몽타주》 (2013년) - 최 형사 역
- 《내가 살인범이다》 (2012년) - 제이 역[4]
- 《나는 공무원이다》 (2012년) - 민 사장 역
- 《킬링타임》 (2012년) - 검문경찰 역
- 《조용한 세상》 (2006년) - 민희 담임 (목소리) 역
- 《신석기 블루스》 (2004년) - 옆집 남자 역
- 《마지막 늑대》 (2004년) - 싸가지 행자 역
- 《황산벌》 (2003년) - 암호해독관 역
- 《공포 택시》 (2000년) - 오케이 역

### 드라마
- 《트리거》 (Disney+, 2025년) - 최건 역
- 《폭싹 속았수다》 (Netflix, 2025년) - 오한무 역
- 《돌풍》 (Netflix, 2024년) - 정필규 역
- 《형사록 2》 (Disney+, 2023년) - 백성일 역
- 《넘버스 : 빌딩숲의 감시자들》 (MBC, 2023년) - 이찬주 역
- 《이브》 (tvN, 2022년) - 김정철 역
- 《공작도시》 (JTBC, 2021년) - 조강현 역
- 《다크홀》 (OCN, 2021년) - 임주호 역
- 《나빌레라》 (tvN, 2021년) - 성산 역
- 《영혼수선공》 (KBS2, 2020년) - 박대하 역
- 《싸이코패스 다이어리》 (tvN, 2019년) - 김명국 역 - 노숙자
- 《블랙독》 (tvN, 2019년) - 문수호 역
- 《날 녹여주오》 (tvN, 2019년) - 김홍석 역
- 《킬잇》 (OCN, 2019년) - 도재환 역
- 《하늘에서 내리는 일억 개의 별》 (tvN, 2018년)
- 《백일의 낭군님》 (tvN, 2018년) - 연씨 역
- 《나의 아저씨》 (tvN, 2018년) - 박상무 역
- 《투깝스》 (MBC, 2017년) - 마진국 역
- 《구해줘》 (OCN, 2017년) - 임주호 역
- 《군주 - 가면의 주인》 (MBC, 2017년) - 이선 부 역
- 《구르미 그린 달빛》 (KBS2, 2016년) - 홍경래 역
- 《닥터스》 (SBS, 2016년) - 유민호 역
- 《시그널》 (tvN, 2016년) - 안치수 역
- 《퍽》 (SBS, 2016년) - 허명근 역
- 《화정》 (MBC, 2015년) - 강홍립 역
- 《오렌지 마말레이드》 (KBS2, 2015년) - 조준구 역
- 《가족을 지켜라》 (KBS1, 2015년) - 공원의 남자 역
- 《힐러》 (KBS2, 2014년) - 황재국 역

### 연극
- 《서울노트》 (2012년)
- 《삼류배우》 (2011년) - 이영진 역
- 《햄릿》 (2009년) - 클로디어스 역
- 《벚꽃동산》 (2008년) - 로빠힌 역
- 《서울노트》 (2008년) - 큐레이터 2 역
- 《죽도록 죽도록》 (2007년) - 종해 역
- 《하이라이프》 (2006년) - 빌리 역
- 《의자들》 (2005년) - 영감 역
- 《한 여름밤의 꿈》 (2004년) - 가비 역
- 《극단 여행자의 환》 (2004년)